# Ibn Lubbal al-Sharishi
Ibn Lubbal al-Sharishi (Jerez de la Frontera, 1114 – Jerez de la Frontera, 1188) en la provincia de Cádiz (Andalucía, España). Gramático y poeta jerezano de ascendencia omeya. Junto con Abu Ishaq al-Bunasi, Ibn Malik, Ibn Abd al-Mu’min e Ibn Shakil, forma parte de los sabios intelectuales durante la época de esplendor del Jerez islámico.

## Biografía
Nacido en Jerez de la Frontera en 1114. Realizó estudios en Jerez y luego los completó en Sevilla. Tras finalizar su formación, volvió a Jerez hacia el año 1145-6, donde se dedicó a la enseñanza y a la judicatura.
Murió en Jerez de la Frontera el 5 de enero de 1188, en un entierro multitudinario.